# 中央銀行數位貨幣
中央銀行數位貨幣（英語：central bank digital currency, CBDC，簡稱央行數位貨幣）用於指稱各種由中央銀行發行的數位貨幣提案。國際清算銀行的一份報告當中指出，即便「中央銀行數位貨幣」尚未完全給予定義，「但大部分情況下指設想中的一種新型態中央銀行貨幣，而不同於傳統儲備或帳戶餘額。」
央行數位貨幣也稱為數位法定貨幣（digital fiat currencies）或數位基礎貨幣（digital base money）。
現行的央行數位貨幣概念直接從比特幣獲得發想，但不同於虛擬貨幣或加密貨幣；這兩種貨幣並非由國家發行，也缺乏政府授予的法償地位。央行數位貨幣的實施可能會或不會採用區塊鏈等分散式賬本。
央行數位貨幣絕大多數還在設想階段，部分則進展到概念驗證程序；然而80%的中央銀行已將目光投向數位貨幣。中國的數字人民幣成為第一種由主要經濟體系發行的數位貨幣。